# Lacrime d'amore
Lacrime d'amore («Lágrimas de amor» en italiano) es una película de melodrama musical italiana de 1954 dirigida por Pino Mercanti y protagonizada por Achille Togliani, Katyna Ranieri y Otello Toso.

## Reparto
- Achille Togliani como Mario Benetti.
- Katyna Ranieri como Grazia Montalto.
- Otello Toso como Davide Montalto.
- Bianca Maria Fusari como Rosella.
- Enrico Glori como Comandante Goebritz.
- Umberto Spadaro como Don Vincenzo Benetti
- Rita Rosa
- Inelda Meroni
- Dina De Santis
- Nadia Bianchi
- Mimo Billi
- Roberto Paoletti
- John Kitzmiller
- Carlo Romano
- Nada Cortese
- Piero Giagnoni
- Giacomo Furia
- Galeazzo Benti como Dominique.
- Giulio Calì
- Marco Tulli
- Anellina Furia
- Alberto D'Amario
- Renato Lupi
- Edoardo Nevola